# Fred Fish
Fred Fish (4 de Novembro de 1952 - 20 de Abril 2007, Idaho) foi um programador que ficou conhecido pelo seu trabalho no GNU Debugger e principalmente pela sua magnífica distribuição de software de domínio público para o Commodore Amiga em meados dos anos 80. Esta colecção de software tem o nome de Fish Disks e pode ser encontrada em vários sítios da Internet.
As disquetes eram distribuidas no mundo inteiro através de BBSs e também pelo correio, uma vez que o acesso à internet na altura era caríssimo e ainda não era muito popular.
Fred Fish morreu em 20 de Abril de 2007 na sua casa em Idaho, vítima de um ataque cardíaco.